# Zastava Občine Beltinci
Zastava Občine Beltinci je sestavljena iz dveh enako širokih polovic (v horizontalni izvedbi je zgornja polovica zlata, spodnja modra; v vertikalni pa je leva stran zlatain desna modra). Rumena barva simbolizira žitna polja, medtem ko modra predstavlja Muro in druge vodotoke v občini.
Na sredini zastave se nahaja grb Občine Beltinci.